# Halophila japonica
Halophila japonica är en dybladsväxtart som beskrevs av M.Uchimura och E.J.Faye. Halophila japonica ingår i släktet Halophila och familjen dybladsväxter. Inga underarter finns listade.